# فوق الشوك
فوق الشوك هي أغنية ألفها علي مهدي، ولحنها محمد عبد الوهاب، وغناها عبد الحليم حافظ عام 1958.

## قصة الأغنية
- في عام 1958 لحن عبد الوهاب لعبد الحليم أغنية "فوق الشوك"، وهي أول أغنية عاطفية يغنيها عبد الحليم للمسرح بعد تعاون أثمر 10 أغانٍ عاطفية غناها عبد الحليم في فيلمي أيام وليالي وبنات اليوم، إضافة إلى أغنية وطنية هي الله يا بلادنا الله.
- كانت هذه المرة الأولى وكذلك الأخيرة التي يلتقي فيها عبد الحليم مع الشاعر علي مهدي.
- أما اللحن الذي وضعه عبد الوهاب فيمكن اعتباره من الألحان الدسمة، وهو يختلف عن ألحانه السابقة في الفيلمين المذكورين ذوات المدة القصيرة نسبياً، فربما توقع عبد الوهاب أن جمهور المسرح يفضل أن تكون الأغنية طويلةً نوعاً ما عكس جمهور السينما. يمكن أيضاً اعتبار اللحن من الألحان الكبيرة التي قدمها عبد الوهاب خلال مسيرته الفنية.

## غناء الأغنية
- عندما غنى عبد الحليم هذه الأغنية استقبلها الجمهور بفتور غير متوقع، ربما لأن الجمهور كان يرغب في نوع من الأغاني على شاكلة أغانيه في الأفلام، وقيل أن هذه الأغنية قد حققت نجاحاً في وقت لاحق.[2]
- لكن لم يعلم كل من عبد الحليم وعبد الوهاب أن هذه الأغنية ستلعب دوراً في حياتهما المهنية، ففي عام 1960 طالب عبد الحليم شركة كايروفون المنتجة للأغنية بمبلغ 2000 جنيه عن الأسطوانة (وكان يتقاضى 400 جنيه عن الأسطوانة)، بالإضافة إلى نسبة من الأرباح. وافقت الشركة على المبلغ، لكنها لم توافق على النسبة، مما حدا بعبد الوهاب وعبد الحليم إلى ترك هذه الشركة، وتأسيس شركة جديدة هي صوت الفن، وستقوم بمهمة إنتاج أغاني عبد الوهاب وعبد الحليم لأكثر من أربعين سنة.[3] إلاّ أن المشاكل القانونية المتعلقة بتقاسم ميراث عبد الوهاب وعبد الحليم، ساهمت في نهاية هذه الشركة وبيعها إلى شركة عالم الفن التي يملكها المنتج محسن جابر.

## وصلة خارجية
- تسجيل لأغنية فوق الشوك على يوتيوب